# 지오디스 파크
지오디스 파크(영어: Geodis Park)는 미국 테네시주 내슈빌에 위치한 축구 전용 경기장으로 MLS 내슈빌 SC의 홈 경기장으로 사용되고 있다.